# Сент Мери (Антигва и Барбуда)
Сент Мери (енгл. Saint Mary) или Света Марија, једна је од осам територијалних јединица државе Антигва и Барбуда. 
Округ се налази на западу острва Антигва и укључује насеље Боландс, те локалитете Ебенезер, Џенингс, Блубер Волеј, Јоркс, Сифортс, Сауколтс, Кедар Хал, Бискупс, Кедиз Беј, Клермонт, Глејб, Оранџ Волеј Мил, Њу Дивижн, Џон Хаџиз и други.
Округ Сент Мери обухвата укупну површину од 63,55 km² и има око 7.067 становника (Попис из 2011. године). Административно седиште округа се налази у насељу Боландс.